# Saint Joseph, Barbados
Saint Joseph este una din cele unsprezece parohii ale statului caraibian Barbados. Ea găzduiește doua grădini botanice importante de pe insulă - Flower Forest și Andromeda Garden, dar și "Soup Bowl", unde se țin competițiile internaționale de surfing.
Cel mai mare oraș din parohie este Bathsheba.
De asemenea, în Saint Joseph se află unul dintre cele mai înalte puncte de pe insulă, și anume Chimborazo.

## Parohiile vecine
- Saint Andrew - Nord
- Saint George - Sud
- Saint John - Sud-est
- Saint Thomas - Vest